# ایزوستنوریا
ایزوستنوریا (به انگلیسی: Isosthenuria) اشاره دارد به دفع ادراری که وزن مخصوص (specific gravity) آن نه بیشتر (غلیظ تر) و نه کمتر (رقیق‌تر) از پلاسمای بدون پروتئین است، به‌طور معمول 1.008-1.012. این ویژگی بارز بیماری هایی مانند نارسایی مزمن و حاد کلیوی است که در آن کلیه ها توانایی تمرکز یا رقیق کردن ادرار را ندارند و بنابراین فیلتر اولیه خون علیرغم نیاز به ذخیره یا دفع آب بر اساس وضعیت هیدراتاسیون بدن بدون تغییر باقی می ماند.
یک اصطلاح مرتبط با آن هایپوستنوریا (Hyposthenuria) است، جایی که ادرار دارای وزن مخصوص نسبتاً کمی است هر چند لزوماً مساوی پلاسما نیست؛ بنابراین، بر خلاف ایزوستونوری، این بیماری با نارسایی کلیوی همراه نیست چرا که توبول های کلیه، فیلتراسیون گلومرولی را تغییر داده‌اند.
ایزوستنوری (USG 1.008-1.014) زمانی رخ می دهد که اسمولالیته پلاسما و ادرار تقریباً برابر باشد. این بدیهی است که در مواقعی که مشکوک به بیماری کلیوی باشد بیشترین نگرانی را ایجاد می کند. با این حال، دارو نیز ممکن است باعث چنین تغییراتی در USG شود.

## اهمیت بالینی
این وضعیت در بیماریهایی مانند نارسایی مزمن و حاد کلیه است که در آن کلیه‌ها قادر به تغلیظ و رقیق کردن ادرار نیستند و بنابراین فیلتراسیون اولیه خون با وجود نیاز به حفظ یا تخلیه آب بر اساس وضعیت هیدراتاسیون بدن بدون تغییر باقی می‌ماند.
صفت سیکل سل، شکل هتروزیگوت بیماری سلولهای داسی شکل، یک نمای هماتولوژیک طبیعی دارد، اما با ایزوستونوری همراه است.

## جستار‌های وابسته
- Hypersthenuria